# European Golf Association
European Golf Association (česky Evropská golfová asociace, EGA) je vrcholnou evropskou golfovou organizací sdružující jednotlivé národní golfové svazy, asociace a federace.

## Historie
EGA byla založena roku 1937 v Lucembursku na setkání zástupců 11 golfových svazů (jedním ze zakládajících členů byl i tehdejší Golfový svaz Československé republiky). V současné době EGA sdružuje 44 členských zemí, a to nejen z Evropy.

## Činnost
Evropská golfová asociace pořádá evropská amatérská individuální i týmová mistrovství, nominuje evropské amatérské týmy (např. pro St Andrews Trophy, Lytham Trophy apod.), koordinuje mezinárodní golfové kalendáře, všeobecně podporuje rozvoj golfu v Evropě a dalších členských zemích a spolupracuje s ostatními golfovými organizacemi z celého světa (R&A, USGA, IGF, PGA, ...). Dále EGA na základě dlouhodobých zkušeností a analýz vytvořila vlastní Hendikepový systém, který nadále rozvíjí a kterým se řídí téměř všechny členské země (s výjimkou Velké Británie a Irska).
Sídlo EGA je v Lausanne ve Švýcarsku.